# Commonwealth Railways classe C
A Classe C da Commonwealth Railways foi um grupo de oito locomotivas a vapor com configuração 4-6-0, segundo a Classificação Whyte de arranjos de rodeiros, que foram encomendadas após a extensão da via da Commonwealth Railways com bitola padrão em 1937, com o trecho de Port Augusta à Port Pirie. Foram construídas pela empresa Walkers Limited de Maryborough. Estas novas locomotivas eram semelhantes as locomotivas NSWGR  classe C36 com a diferença que possuíam o tender com maior capacidade.
Todas foram entregues entre janeiro e abril de 1938. As novas locomotivas estavam aptas para a jornada de 10 horas na Ferrovia Transaustraliana. Quatro locomotivas foram convertidas para queimar óleo após a greve dos mineiros de 1949, sendo re-convertidas para queima de carvão após o fim da greve.
Com a chegada da classe GM a diesel, a primeira locomotiva da classe C foi retirada em janeiro de 1952 e próximo ao início de 1953 restavam apenas duas locomotivas. A última locomotiva foi retirada em setembro de 1957. Todas foram desmanchadas mas os tenderes foram preservados e transformados em vagões para levar água, assim sendo usados pela Commonwealth Railways como trem de herbicidas, e permaneceram em uso até o início dos anos de 1980.